# Великий куш
 «Великий куш» (англ. Snatch) — британсько-американська чорна комедія 2000 року, британського кінорежисера Гая Річі. На 1 березня 2024 року фільм займав 122-гу позицію у списку 250 кращих фільмів за версією IMDb.

## Зміст
Банда грабіжників, один із яких — Френкі «Чотири пальці» (Бенісіо дель Торо), грабує єврейську контору в Антверпені. Серед коштовностей є діамант вагою 86 карати. Щоб продати кілька дрібних діамантів, Френкі їде з награбованим до Лондона, а потім уже до Нью-Йорка, де він повинен передати великий діамант босові Аві (Денніс Фаріна).
У цей час власники залу ігрових автоматів і нелегальні боксерські промоутери Турок (Джейсон Стейтем) і Томмі (Стівен Ґрем) готують до бою свого бійця — Пишного Джорджа (Адам Фогерті) з бійцем Цегли (Алан Форд) — місцевого кримінального авторитета, який згодовує трупи своїх жертв свиням. Турок дає Томмі десять тисяч фунтів і доручає йому поїхати до табору пейві за містом і купити у одного з них, боксера Мікі (Бред Пітт) новий будинок на колесах…

## Знімальна група
- режисер: Ґай Річі
- сценарист: Ґай Річі
- продюсер: Метью Вон
- композитори: Джон Мерфі
- оператор: Тім Моріс-Джонс
- монтажер: Джон Гарріс

## У ролях

### Основний склад
| Актор             | Оригінальне ім'я актора | Персонаж                                      | Оригінальна назва персонажа  |
| ----------------- | ----------------------- | --------------------------------------------- | ---------------------------- |
| Джейсон Стейтем   | Jason Statham           | Турок                                         | Turkish                      |
| Бенісіо дель Торо | Benicio Del Toro        | Френкі чотири пальці                          | Franky Four Fingers          |
| Бред Пітт         | Brad Pitt               | Міккі О'Ніл                                   | Mickey O'Neil                |
| Алан Форд         | Alan Ford               | Цегла                                         | Brick Top                    |
| Стівен Ґрем       | Stephen Graham          | Томмі                                         | Tommy                        |
| Денніс Фаріна     | Dennis Farina           | «Кузен» Аві Деновіц                           | 'Cousin' Avi Denovitz        |
| Раде Шербеджія    | Rade Šerbedžija         | Борис «Бритва» Юрінов або Борис «Хрін влучиш» | Boris 'The Blade' Yurinov    |
| Майк Рейд         | Mike Reid               | Даґ «Голова» Деновіц                          | Doug 'The Head' Denovitz     |
| Чарльз Корк       | Charles Cork            | Конферансьє на рингу                          | MC                           |
| Роббі Ґі          | Robbie Gee              | Вінні                                         | Vinny                        |
| Ленні Джеймс      | Lennie James            | Сол                                           | Sol                          |
| Вінні Джонс       | Vinnie Jones            | Тоні Куля в Зубах                             | Bullet Tooth Tony            |
| Джейсон Флемінґ   | Jason Flemyng           | Даррен                                        | Darren                       |
| Ейд               | Ade                     | Тайрон                                        | Tyrone                       |
| Вільям Бек        | William Beck            | Ніл                                           | Neil                         |
| Юен Бремнер       | Ewen Bremner            | Молоток                                       | Mullet                       |
| Міккі Ді          | Mickey Dee              | Джек Всевидючий Око                           | Jack The All Seeing Eye      |
| Адам Фоджерті     | Adam Fogerty            | Чудовий Джордж                                | Gorgeous George              |
| Енді Беквіт       | Andy Beckwith           | Еррол                                         | Errol                        |
| Джейсон Букгем    | Jason Buckham           | Гарі                                          | Gary                         |
| Ґолді             | Clifford Price          | Поганий Хлопець Лінкольн                      | Bad Boy Lincoln              |
| Міккі Кентвел     | Mickey Cantwell         | Ліам                                          | Liam                         |
| Сід Гоар          | Sid Hoare               | Рубен                                         | Reuben                       |
| Рональд Айзек     | Ronald Isaac            | Рефері                                        | Referee                      |
| Ніккі Коллінз     | Nicola Collins          | Алекс                                         | Alex                         |
| Тіна Коллінс      | Teena Collins           | Сюзі                                          | Susi                         |
| Чак Джуліан       | Chuck Julian            | Майкл                                         | Michael                      |
| Дейв Леджено      | Dave Legeno             | Джон                                          | John                         |
| Ерік Меєрс        | Eric Meyers             | Колега Аві                                    | Avi's Colleague              |
| Джейсон Нінг Као  | Jason Ninh Cao          | Чарлі                                         | Charlie                      |
| Пол О'Бойл        | Paul O'Boyle            | Патрік                                        | Patrick                      |
| Джеймс Канніґем   | James Cunningham        | Жахлива Людина                                | Horrible Man                 |
| Джиммі Русуніс    | Jimmy Roussounis        | Полі                                          | Paulie                       |
| Сідні Седін       | Sidney Sedin            | Полін                                         | Pauline                      |
| Сорча К'юсак      | Sorcha Cusack           | Мама О'Ніл                                    | Mum O'Neil                   |
| Сем Дуґлас        | Sam Douglas             | Брунька                                       | Rosebud                      |
| Тревор Стидман    | Trevor Steedman         | Бомбардувальник Гарріс                        | Bomber Harris                |
| Юрій Степанов     | Yuri Stepanov           | Гаймі                                         | Himy                         |
| Пітер Сакач       | Peter Szakacs           | Сосисочник Чарлі                              | Sausage Charlie              |
| Джон Таені        | John Taheny             | Пітер                                         | Salt Peter                   |
| Мік Тео           | Mick Theo               | Віллі Божевільний кулак                       | Mad Fist Willy               |
| Енді Тіль         | Andy Till               | Джон Пістолет                                 | John The Gun                 |
| Велібор Топік     | Velibor Topic           | Російський                                    | The Russian                  |
| Скотт Велч        | Scott Welch             | Горас «Спокійної Ночі» Андерсон               | Horace 'Good Night' Anderson |
| Майкл Г'юз        | Michael Hughes          | Циган                                         | Gypsy Man                    |
| Ліам МакМагон     | Liam McMahon            | Циган                                         | Gypsy Man                    |
| Джим Воррен       | Jim Warren              | Циган                                         | Gypsy Man                    |
| Остін Драдж       | Austin Drage            | Циганча                                       | Gypsy Kid                    |
| Ліам Донаґі       | Liam Donaghy            | Циганча                                       | Gypsy Kid                    |
| Джо Вільямс       | Joe Williams            | Циганча                                       | Gypsy Kid                    |
| Джон Фарнелл      | John Farnell            | поплічник Цеглини                             | Brick Top's Henchman         |
| Шон Пірсон        | Shaun Pearson           | поплічник Цеглини                             | Brick Top's Henchman         |
| Ден Сміт          | Dean Smith              | поплічник Цеглини                             | Brick Top's Henchman         |
| Рой Снел          | Roy Snell               | поплічник Цеглини                             | Brick Top's Henchman         |
| Тім Фарадей       | Tim Faraday             | Поліцейський                                  | Policeman                    |
| Ендрю Шилд        | Andrew Shield           | Поліцейський                                  | Policeman                    |

### Додатковий склад
| Актор                | Оригінальна ім'я актора | Персонаж                                | Оригінальна назва персонажа                 |
| -------------------- | ----------------------- | --------------------------------------- | ------------------------------------------- |
| Дін Батчелор         | Dean Batchelor          | Хлопчик з водою                         | Waterboy (uncredited)                       |
| Сол Кемпбелл         | Sol Campbell            | Викидайло                               | Bouncer (uncredited)                        |
| Елвін «Чоппер» Девід | Elwin 'Chopper' David   | Боксер                                  | Boxer (uncredited)                          |
| Том Делмар           | Tom Delmar              | головорізів з головою сокрушенной двері | Thug with head crushed in door (uncredited) |
| Крістофер Фош        | Christopher Fosh        | поплічників Цеглини                     | Bricktop's Henchman (uncredited)            |
| Ґай Ричі             | Guy Ritchie             | Людина, що читає газету                 | Man Reading Newspaper (uncredited)          |
| Пітер Рнік           | Peter Rnic              | Ірландський мандрівник                  | Irish traveller (uncredited)                |
| Енді Скіннер         | Andy Skinner            | Інструктор Міккі О'Ніла в кутку рингу   | Mickey O 'Neil Boxing Corner (uncredited)   |
| Тоні Танґ            | Tony Tang               | Патрік                                  | Patrick (uncredited)                        |

## Саундтрек
Було випущено дві версії альбому з музикою для кінофільму, один випустила компанія Universal International (23 треки), а другий — TVT Records (20 треків).
1. Klint — Diamond (3:14)
2. Benicio Del Toro — Vere Iz da Storn? (00:05)
3. Overseer — Supermoves (4:46)
4. Johnston Brothers — Hernandos Hideaway (2:29)
5. Jason Statham — Zee Germans (00:13)
6. The Stranglers — Golden Brown (3:24)
7. 10cc — Dreadlock Holiday (4:23)
8. John Murphy and Daniel Griffiths — Hava Nagila (1:52)
9. Dennis Farina — Avi Arrives (00:11)
10. Maceo & the Macks — Cross the Tracks (We Better Go Back) (3:14)
11. Mirwais — Disco Science (3:32)
12. Alan Ford — Nemesis (00:14)
13. Bobby Byrd — Hot Pants (Im Coming Coming Im Coming) (2:22)
14. Madonna — Lucky Star (3:31)
15. Alan Ford — Come Again (00:04)
16. The Specials — Ghost Town (5:51)
17. Vinnie Jones — Shrinking Balls (1:07)
18. The Herbaliser — Sensual Woman (4:52)
19. Massive Attack — Angel (6:15)
20. Charles Cork — RRRRR … Rumble (00:08)
21. Oasis — Fuckin in the Bushes (03:17)
22. Dennis Farina — Avis Declaration (00:06)
23. Huey & Clowns Smith — Dont You Just Know It (2:32)